# Concerto pour piano et cordes de Schnittke

Le Concerto pour piano et orchestre à cordes (1979) du compositeur russe Alfred Schnittke est une pièce écrite en un seul mouvement. Il a été créé à Saint-Pétersbourg en 1979 par son dédicataire Vladimir Kraïnev comme soliste et Alexander Dimitriev comme chef d'orchestre.
En dépit de sa structure, la pièce est considérée comme le troisième concerto pour piano du compositeur. La durée du concerto est d'environ 25 minutes.